# Constantin Enache (schior)
Constantin Enache (n. 4 iulie 1928 – d. 23 mai 2017) a fost un schior de fond român care a concurat în anii 1950. A terminat pe locul 39 în proba de 18 km la Jocurile Olimpice de iarnă din 1952 de la Oslo. S-a născut la Bușteni.
A avut gradul de locotenent major în Ministerul Afacerilor Interne.

## Distincții
- Medalia Muncii (14 mai 1954) „pentru rezultate valoroase obținute în activitatea sportivă”[1]